# Franciszek Kornicki
Pour les articles homonymes, voir Kornicki.
Franciszek Kornicki (né le 18 décembre 1916 à Wereszyn, Empire russe auj. Pologne et mort le 16 novembre 2017 à Worthing (Angleterre)) est un pilote de chasse polonais, le dernier commandant d'un squadron polonais de la Seconde Guerre mondiale,,.

## Biographie

### Jeunesse
Franciszek Kornicki est né à Wereszyn près de Hrubieszów en tant que sixième fils de Łukasz et Aniela. Il fréquente l'école de Wereszyn avant d'entrer au lycée de Hrubieszów. En 1936 il entre à l'École des cadets officiers de la force aérienne à Dęblin. Il en sort 3e de sa promotion en 1939, en août de la même année il est affecté à la 162e escadrille de chasse.

### Seconde Guerre mondiale

#### Campagne de Pologne
Le 1er septembre 1939 son escadrille installée sur la base de Widzew, équipée de PZL P.7a obsolètes et surexploités fait partie de l'Armée Łódź. L'aspirant (podchorąży) Kornicki effectue deux missions de chasse puis il pilote des avions de liaison, dont un RWD-8. Le 13 septembre son escadrille est transférée à Litiatyn près de Brzeżany. Après l'invasion soviétique il est évacué en Roumanie tout comme le reste de l'armée de l'air polonaise.

#### En exil
Kornicki avec un groupe de pilotes polonais arrive à Bucarest, se rend à l'ambassade de Pologne où il reçoit des faux papiers. Ainsi muni il continue son chemin, au port de Baltchik il embarque sur le SS Patris qui l'emmène à Marseille. Avec d'autres pilotes il est envoyé à l'aéroport de Lyon-Bron où il suit l'entraînement sur des chasseurs Blériot-SPAD S.510, Caudron C.714 et finalement Morane-Saulnier MS.406. Il termine sa formation juste avant la capitulation de la France. Après la bataille de France il se rend au Saint-Jean-de-Luz
où le 24 juin 1940 il embarque sur le SS Arandora Star pour gagner Liverpool.

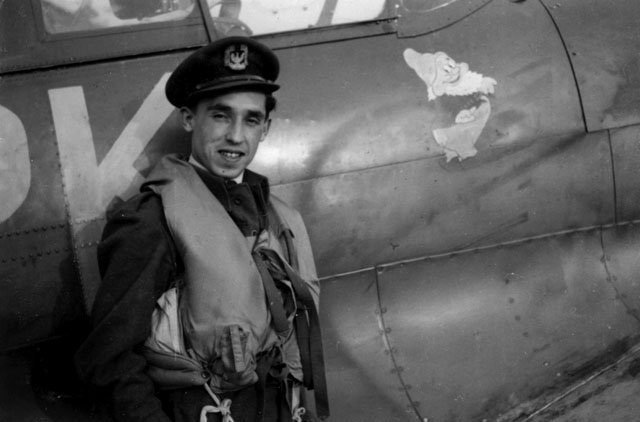
Franciszek Kornicki en service (photo de famille).

#### Royaume-Uni
Kornicki commence son séjour au Royaume-Uni par un apprentissage intensif d'anglais. En septembre 1940 il intègre la 307e escadrille de chasse polonaise équipée de Boulton Paul Defiant. Le 11 octobre il est affecté à la 303e escadrille de chasse polonaise. Il suit la formation sur des Hurricanes. En janvier 1941 il transféré à la 315e escadrille de chasse polonaise récemment constituée. En juillet la 315e déménage à la base de Northolt, reçoit des Spitfires Mk II et intègre le 1st Polish Fighter Wing. Le 23 juillet 1941 il effectue son premier vol de combat au-dessus de la France.
Le 12 février 1943 il prend le commandement de 308e escadrille de chasse polonaise et devient le plus jeune commandant de l'escadrille polonais et le premier de la 12e promotion de Dęblin à obtenir un tel poste. Peu après il est obligé de quitter son poste en raison d'une appendicite. Le 7 mai 1943 il reprend le service et reçoit le commandement de la 317e escadrille de chasse polonaise. Il reste à sa tête jusqu'en décembre 1943. Le 1er janvier 1944 il devient officier de liaison du 11e groupe de chasse puis du 9e groupe de chasse. Le 15 mai 1944 il commence une formation de six mois à l'École supérieure de l'armée de l'air polonaise située à Weston-super-Mare. Ensuite il occupe des postes de commandement au 84e Groupe Tactique aux Pays-Bas et Belgique. Avant la fin de la guerre il s'entraîne sur le dernier modèle du Spitfire, le Mk XVI.

### Après la guerre
Après la fin du conflit il commence un cours destinés aux Polonais à la faculté de chimie textile à l'université de Nottingham Trent. Le 18 décembre 1946 le jour de sa démobilisation il arrête ses études et intègre le Polish Resettlement Corps - corps de l'armée britannique qui a pour objectif de faciliter aux soldats de l'Armée polonaise de l'Ouest le retour à la vie civile. Après les élections truquées de 1947 en Pologne et le rejet du plan Marshall par les pays du bloc de l'Est, Kornicki décide de rester au Royaume-Uni. Il poursuit ses études en technologie chimique mais change d'avis et suit un stage de gestion d'hôtel organisé par le Polish Resettlement Corps avant de participer avec son épouse à un programme organisé par la brasserie Symonds pour les jeunes mariées ce qui leur permet de devenir gérants d'une pension à Wargrave-on-Thames près de Henley-on-Thames dans l'Oxfordshire. En été 1951 il réintègre la RAF d'abord en tant que pilote pour devenir en juillet 1953 officier d'approvisionnement sur la base de St Athan (en) au Pays de Galles. Il sert ultérieurement sur les bases suivantes : Ħal Luqa (Malte), Colonie d'Aden (Yémen) et Akrotiri, (Chypre). Il prend sa retraite militaire en 1972. Il travaille ensuite dans la Commission de formation de l'industrie du gaz et pour le Ministère de la Défense du Royaume-Uni.

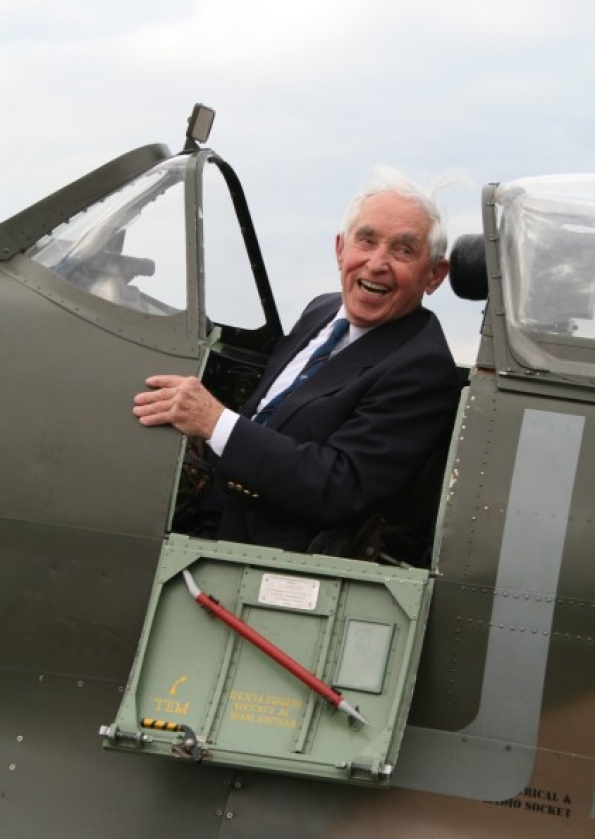
Franciszek Kornicki dans le cockpit du Spitfire qu'il a piloté en 1942 - photo de 2010.

Le 6 mars 1948 il épouse Patience Ceridwen Williams, fille d'Ewart et Enid Williams. Ils ont deux fils Peter, japonologue, membre de l'Académie britannique et Richard, président du Comité du Monument de l'Armée de l'Air polonaise. Il participe à des cérémonies commémorant les pilotes ayant combattu pendant la guerre, il est invité entre autres au 15e meeting aérien international de Góraszka et au 6e Meeting mondial des aviateurs polonais. Pendant les commémoratifs du 70e anniversaire de la bataille d'Angleterre il prend place dans le cockpit du Spitfire Mk Vb numéro BM597, en état de voler. L'avion porte les couleurs de la 317e escadrille de l'époque où Kornicki y servait,.
Il est un membre actif de la communauté polonaise au Royaume-Uni. En 2011, il est décoré de la Croix de Commandeur de l'ordre Polonia Restituta par le président de la République de Pologne.
En septembre 2017, pendant les préparatifs du 100e anniversaire de la RAF, Franciszek Kornicki gagne le concours pour devenir le « visage » de la célébration. Dans le vote par internet il obtient 324 700 voix et déclasse le Britannique sir Douglas Bader qui n'a reçu que 6 300 voix. Ainsi la statue de Kornicki sera mise en place à côté d'un Spitfire lors de l'exposition organisée pour cette occasion.

### Mort
Il meurt le 16 novembre 2017 à l’âge de 100 ans.

## Œuvres
- (en) Polish Air Force – Chronicle of Main Events, Association d'aviateurs polonais (Polish Air Force Association), Londres 1993.
- (en) Franciszek Kornicki, The struggle : biography of a fighter pilot, Sandomierz, Stratus, 2008, 224 p. (ISBN 978-8-389-45080-7).
- (pl) Franciszek Kornicki, Zmagania. Autobiografia pilota myśliwskiego, Édition Stratus, Varsovie, 2009,  (ISBN 978-83-89450-94-4)

## Décorations
- Croix d'arggent de l'ordre militaire de Virtuti Militari[15]
- Croix de la Valeur polonaise - 3 fois
- Croix de Commandeur de l'ordre Polonia Restituta